# TV3 (Suède)
Pour les articles homonymes, voir TV3.
TV3 est une chaîne de télévision qui est destinée à la population suédophone et qui est détenue par le groupe Modern Times. Le nom d'origine réfère à son lancement, date à laquelle la Suède était majoritairement représentée dans l'audiovisuel par les deux chaînes publiques de la Sveriges Television (SVT).
La chaîne est initialement retransmise dans toute la Scandinavie. En 1990, des déclinaisons locales sont lancées au Danemark et en Norvège.

## Histoire
TV3 commence sa retransmission le 31 décembre 1987 et est alors la première chaîne commerciale à diffuser en Suède, en Norvège et au Danemark. La chaîne est transmise depuis Londres, afin de contourner la législation interdisant la diffusion de publicité sur la télévision suédoise.
TV3 est l'une des premières chaînes diffusées sur le satellite Astra 1A lors de son lancement en 1989; en outre, TV3 Suède est devenue disponible via la télévision par câble dans de nombreuses villes. En 1989, TV3 achète les droits de diffusion du Championnat du monde de hockey sur glace et du Tournoi de Wimbledon: leur achat des premiers fait la une des journaux suédois, car très peu de Suédois avaient accès à TV3 à l'époque, alors que l'intérêt pour le hockey sur glace en Suède était élevé. À la suite de cela, TV3 conclu un accord avec SVT pour leur permettre de diffuser les matchs de hockey sur glace avec un retard de 15 minutes, en échange de quoi SVT leur produit les émissions. 
En 1991, la chaîne musicale ZTV est créé en tant que bloc de programmes sur TV3. La même année, TV3 réalise un bénéfice pour la première fois.
À la mi-2006, TV3 commence à diffuser six versions régionales différentes, à des fins publicitaires; cela permet alors de diffuser de la publicité dirigée vers des régions individuelles via la chaîne, une forme publicitaire sur laquelle TV4 avait auparavant le monopole. Sur satellite, les six versions sont distribuées. Sur d'autres réseaux, Boxer et leurs câblo-opérateurs respectifs transmettent la version régionale pour la zone concernée. Aujourd'hui, la chaîne est disponible par satellite.

### Identité visuelle

Logo de TV3 de 2002 à 2009
Logo de TV3 depuis 2009

## Emissions
- Tonårsbossen